# Springfield, Burlington County, New Jersey
Springfield är en kommun (township) i Burlington County i delstaten New Jersey, USA.